# علي يرلي قايا
علي يرلي قايا (بالتركية: Ali Yerlikaya)‏ (11 أكتوبر 1968، قونية) هو سياسي تركي يشغل منصب وزير الداخلية التركي منذ 3 يونيو 2023 ، وكان قبلها حاكم ولاية إسطنبول منذ 26 أكتوبر 2018، وتولى سابقًا منصب محافظ لعدة محافظات تركية..

## حياته
ولد في قونية عام 1968 وتخرج في جامعة إسطنبول في قسم الإدارة العامة بكلية العلوم السياسية عام 1989.
وفي عام 1990 بدأ حياته المهنية مرشحًا لوزارة الداخلية، كما عمل عضوًا في وزارة الداخلية، ومستشارًا قانونيًا في وزارة الصحة والمديرية العامة لشؤون الموظفين. وعُيِّن محافظًا على مدينة شرناق في 30 نوفمبر 2007، وأغري في 13 مايو 2010. وعُيِّن محافظًا لتكيرداغ بمرسوم المحافظين المنشور في الجريدة الرسمية بتاريخ 3 أغسطس 2012. وعُيِّن محافظًا لعنتاب بمرسوم نشر في الجريدة الرسمية بتاريخ 19 شباط 2015 . وعيّن واليًا لإسطنبول في 27 أكتوبر 2018. وعُيِّن نائباً لرئيس بلدية إسطنبول الحضرية في 7 مايو 2019.

## مناصب
شغل عدة مناصب منها:
- محافظ شرناق من 2007 إلى 2010.
- محافظ أغري من 2010 إلى 2012.
- محافظ تكيرداغ من 2012 إلى 2015.
- محافظ غازي عنتاب من 2015 إلى 2018.
- حاكم ولاية اسطنبول من 2018 الى 2023

- وزير الداخلية الحالي منذ 2023

## الحياة الشخصية
علي يرلي قايا متزوج من السيدة خديجة نور ولديه أربعة أطفال.